# Schweppes
Schweppes è un marchio dell'omonima azienda svizzera di bibite. Dal 2008 il marchio è proprietà dell'azienda statunitense Dr Pepper Snapple Group.

## Storia

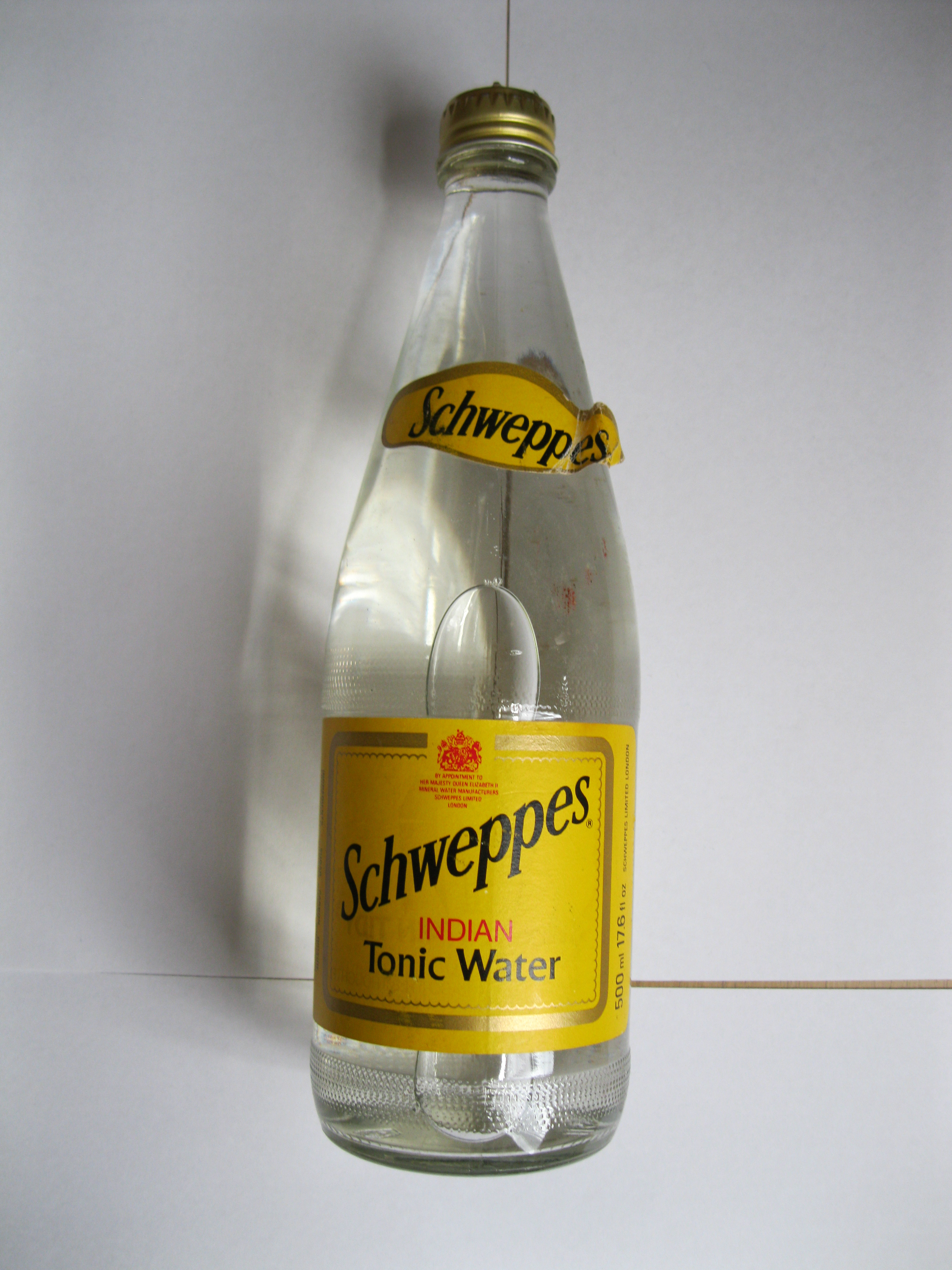
Bottiglia Schweppes

L'ideazione della bevanda risale al 1783 quando Johann Jacob Schweppe, un gioielliere e scienziato dilettante tedesco, sviluppò un processo per produrre acque minerali gassate basato sulle scoperte di Joseph Priestley. Fondò quindi lo stesso anno a Ginevra la Schweppes Company per vendere bevande gassate con anidride carbonica. Si trasferì poi in Inghilterra, a Londra, nel 1792.
L'azienda partecipò alla Great Exhibition del 1851, installando una fontana di Schweppes Malvern Water che, da quel momento, divenne il simbolo del marchio e ora si ripropone in tutti i prodotti dell'azienda. La Schweppes lanciò molti innovativi prodotti a cavallo della prima guerra mondiale, tra cui Schweppes Acqua Tonica, Schweppes Ginger ale, Schweppes Ginger Beer (bibita gassata allo zenzero) e Schweppes Bitter Lemon.
Nel 1969, la Schweppes Company si fuse con la Cadbury per diventare Cadbury Schweppes. Dopo aver acquisito molti altri marchi negli anni successivi, la società è stata divisa nel 2008, con la sua unità di bevande negli Stati Uniti diventando il Dr Pepper Snapple Group e separata dalla sua attività di confetteria globale (ora parte di Mondelez International). Il Dr Pepper Snapple Group è l'attuale proprietario del marchio Schweppes.

## Prodotti
- Schweppes Tonica è la bibita più famosa del marchio, il caratteristico sapore dolce-amaro è dato dal chinino. Si dice che sia nata per soddisfare il gusto dei britannici che tornavano dal soggiorno o dal servizio militare nelle colonie indiane. In India si erano abituati al sapore del chinino, preso per precauzione contro la malaria, mischiato allo zucchero e ad altri gusti compreso il gin (da cui è nata la combinazione del noto long drink, gin tonic)[5]
- Schweppes Ginger ale, bevanda al gusto di zenzero
- Schweppes Soda, bevanda con forte contenuto di anidride carbonica
- Schweppes Russchian (chiamata anche Tonica Pink), bevanda fruttata alla pesca[6]
- Schweppes Limone
- Schweppes Arancia
- Schweppes alla Frutta, gamma di bibite che comprende Schweppes Pompelmo Rosa, Agrumi e Arancia amara
- Schweppes Gassosa
- Schweppes Cedrata